# Sliehkkojávrre
Sliehkkojávrre, enligt tidigare ortografi Sliekkojaure, är en sjö i Jokkmokks kommun i Lappland och ingår i Luleälvens huvudavrinningsområde. Sjön har en area på 0,176 kvadratkilometer och ligger 790 meter över havet. Sliehkkojávrre ligger i Stora Sjöfallet Natura 2000-område.

## Delavrinningsområde
Sliehkkojávrre ingår i det delavrinningsområde (749069-160023) som SMHI kallar för Utloppet av Jiertajaure. Medelhöjden är 740 meter över havet och ytan är 35,49 kvadratkilometer. Räknas de 224 avrinningsområdena uppströms in blir den ackumulerade arean 4 929,71 kvadratkilometer. Avrinningsområdets utflöde Luleälven (Stora Luleälven) mynnar i havet. Avrinningsområdet består mestadels av skog (32 procent) och kalfjäll (57 procent). Avrinningsområdet har 3,05 kvadratkilometer vattenytor vilket ger det en sjöprocent på 8,6 procent.